# Michael Ridpath
Michael Ridpath (ur. 7 marca 1961 w Devon) – angielski powieściopisarz.
Po ukończeniu studiów pracował jako analityk kredytowy oraz makler.
Autor ośmiu dreszczowców finansowych, dwóch powieści szpiegowskich oraz cyklu czterech powieści kryminalnych „Ogień i lód” (Fire and Ice). Jego książki zostały przetłumaczone na trzydzieści dwa języki, w tym na polski.

## Twórczość

### Powieści
- Free to Trade (1995) – Finansiści (1998, przekład Zbigniew Batko)
- Trading Reality (1996)
- The Marketmaker (1998) – Makler (2000, przekład Małgorzata Grabowska)
- Final Venture (2000) – Ostatnia transakcja (2001, przekład Dorota Stadnik)
- The Predator (2001) – Drapieżnik (2003, przekład Zofia Zinserling)
- Fatal Error (2003) – Błąd krytyczny (2004, przekład Dorota Stadnik)
- On The Edge (2005) – Na krawędzi (2010, przekład Dorota Stadnik)
- See No Evil (2007)

- Traitor's Gate (2013)
- Shadow of War (2015)

#### Ogień i lód
- Where The Shadows Lie (2010) – Gdzie zaległy cienie[3] (2011, przekład Łukasz Witczak)
- 66° North (2011)
- Meltwater (2012)
- Sea of Stone (2014)